# Thomas Webster
Thomas Webster, född 1773 på Orkneyöarna, död 26 december 1844 i London, var en skotsk geolog.
Webster var först verksam som arkitekt, men blev 1826 sekreterare i Geological Society of London och utgav i denna egenskap en serie band av "Transactions of the Geological Society". Åren 1841-42 var han professor i geologi vid University College London. Han ägnade sitt mesta arbete åt de yngre sedimentära bildningarna; särskilt märks hans geologiska arbeten om Isle of Wight.